# J-Arena
『J-Arena』（ジェイ・アリーナ）は、NHKワールドTVで放送されているスポーツ情報番組である。
同番組は、『SPORTS JAPAN』という表題でスタート後改題。プロ・アマチュアを問わず、日本のスポーツ界をリードする様々なアスリートを毎週1種目・1組づつ取り上げ、そのアスリートの人となり、その種目の魅力などをインタビューや実技・解説などを交えて紹介するというものである。ナビゲーターは木佐彩子である

## 放送日時（日本時間）
（原則として奇数月特定の2週間は「Grand Sumo Highlight」、またその直近の週は「Grand Sumo Preview」を放送するため休止）
- 毎週金曜:13:30-14:00、17:30-18:00
- 毎週土曜:1:30ｰ2:00、8:30-9:00